# Seogeochado
Seogeochado är en ö i Sydkorea.   Den ligger i provinsen Södra Jeolla, i den sydvästra delen av landet, 400 km söder om huvudstaden Seoul. Arean är 3,4 kvadratkilometer.
Terrängen på Seogeochado är platt. Öns högsta punkt är 140 meter över havet. Den sträcker sig 2,4 kilometer i nord-sydlig riktning, och 2,8 kilometer i öst-västlig riktning.